# Zygmunt Piekacz
Zygmunt Piekacz (ur. 22 września 1936 w Zawichoście zm. 10 grudnia 2015 w Zakopanem) – polski rzeźbiarz, pedagog.

## Życiorys
Ukończył Państwowe Liceum Technik Plastycznych w Zakopanem w 1957 r. Studia na Wydziale Rzeźby w pracowni prof. Wandy Ślędzińskiej w Akademii Sztuk Pięknych w Krakowie, dyplom w 1963 r. Pracował w latach 1963–1998 w Państwowym Liceum Sztuk Plastycznych im. Antoniego Kenara w Zakopanem. Prowadził pracownie rzeźby. Członek Związku Polskich Artystów Plastyków.
Autor płaskorzeźb, ukazujących sceny z życia górali w kościele pod wezwaniem Matki Boskiej Objawiającej Cudowny Medalik (Zakopane-Olcza).
Brał udział w wystawach zbiorowych ogólnopolskich i międzynarodowych m.in.: USA, Anglii, Niemczech, Francji, Norwegii, Włoszech, Słowacji, Syrii, Bułgarii.

## Wybrane wystawy indywidualne
- galeria PSP w Zakopanem
- galeria Desa – Kramy Dominikańskie
- galeria Sztuki Współczesnej BWA w Sandomierzu
- galeria Władysława Hasiora w Zakopanem (2008)
- Miejska Galeria Sztuki w Zakopanem „Wędrówka" (2013) – 50 lat pracy twórczej.

## Nagrody
- 1966 konkurs na medal na 600- lecie UJ Kraków -I nagroda
- 1969 międzynarodowa wystawa medalierstwa Rawenna, Włochy- wyróżnienie
- 1981 Odznaka Zasłużony w dziedzinie kultury dla Zakopanego i województwa Nowy Sącz
- 1986 Złoty Krzyż Zasługi nadany przez Radę Państwa za osiągnięcia pedag*
- 1988 Ogólnopolskie wystawy małych form rzeźb. Warszawa- III nagrody
- 1998 Ogólnopolskie wystawy małych form rzeźb. Warszawa- III nagrody
- 2005 Statuetka Halna- nagroda roku ZPAP Zakopane
- 2013 odznaczenie Brązowym Medalem Zasłużony Kulturze Gloria Artis.

## Ciekawostki
Artysta zginął w wypadku wracając do domu na rowerze, zawożąc swoje prace na ostatnią wystawę do zakopiańskiej Galerii Sztuki.
Został pochowany na Starym Cmentarzu na Pęksowym Brzyzku w Zakopanem (kw. L-III-21b).

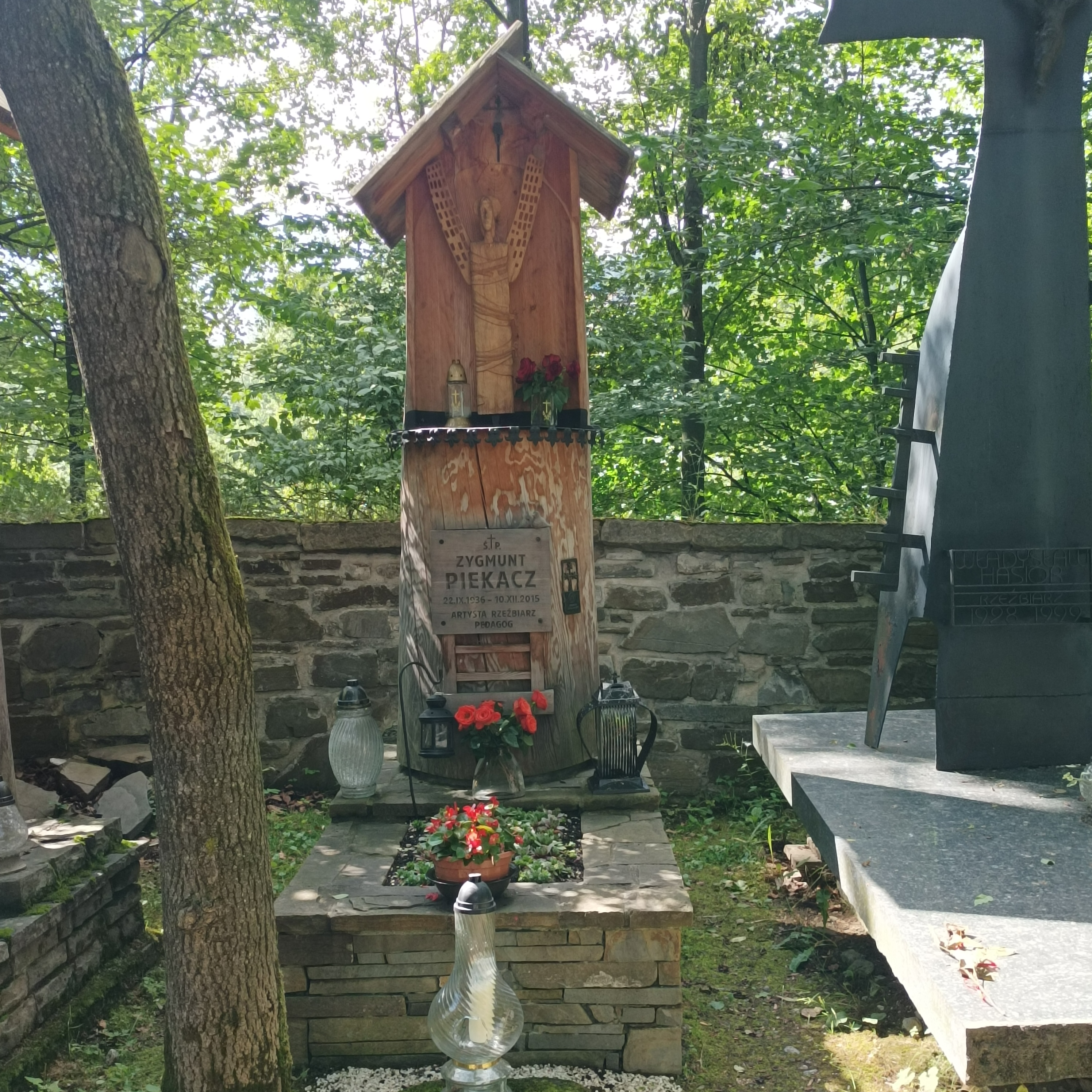
Grób Zygmunta Piekacza na Cmentarzu Zasłużonych na Pęksowym Brzyzku